# Église Saint-Remi de Mareuil-le-Port
L'église de Mareuil-le-Port est une église romane construite au XIIe siècle, dédiée à Remi de Reims et située dans la Marne.

## Présentation

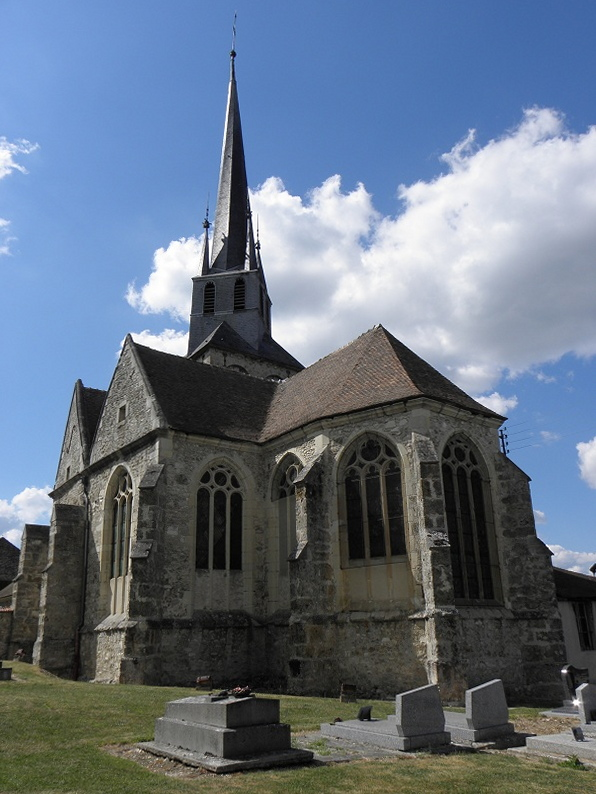
Le chevet.

L'église possédait un pavage en carreaux vernissés dont un nombre possédait des dessins  (un fou, une couronne, un arbre...) et des inscriptions : Deo gratias, prenez a grace la France. Elle a aussi des restes de vitraux du XVIe siècle ayant une isncription Messire Thomas Saurel religieux de Saint-Jean-es-Vignes-les-Soissons...curé de céans a donné cette verrie... et sur une autre Gauthier Billet et Jehanne Thibaut sa femme ont donné cette veirre en l'an MDCXXI priez Dieu pour eux.....

Elle est classée aux monuments historiques en 1892 et possède un très haut clocher tors.